# Josef Portman
Josef Portman (25. srpna 1893, Litomyšl – 6. ledna 1968 Litomyšl) byl český tiskař, vydavatel děl Josefa Váchala a mnoha unikátních bibliofilií.

## Život
Narodil se v rodině kostelníka Josefa Portmana a Zenonie, rozené Kozlové. Otec se později stal typografem v Augustově tiskárně v Litomyšli. Rodina žila v Záhradí (část Litomyšle za zámkem) v dnešním domě čp. 75 (Portmoneum). Mladší sestra Marie se narodila roku 1897, další bratr zemřel jako dítě. V Litomyšli vystudoval gymnázium, na kterém maturoval v roce 1912. Po zkouškách na učitelském ústavu v Hradci Králové, v letech 1914-1915 učil. Vojenskou službu absolvoval v roce v Maďarsku a Vysokém Mýtě, poté pracoval v Litomyšli jako obecní úředník a městský důchodní.
V roce 1936 se oženil se vdovou Martou Jozefyovou, se kterou vyženil dvě děti. Manželství nebylo šťastné. Vdova žila s dětmi v dnešním Portmoneu i po Portmanově smrti.
Posledním zaměstnáním Josefa Portmana bylo místo knihovníka v městské knihovně v Litomyšli.

### Závěr života
V závěru svého života se Josef Portman izoloval, nepřijímal návštěvníky a byl náladový. V důchodu se věnoval své sbírce, svým knihám a hodnocení svého díla tiskaře. V roce 1962 věnoval svoji pozůstalost Karáskově galerii, odkud přešla do Památníku národního písemnictví. V roce 1963 připomněla Kulturní tvorba Portmanovy osmdesátiny.
Po smrti byl jeho popel rozsypán v Osickém údolí u Litomyšle.

## Dílo

### Tiskařská dílna
Tiskařskou dílnu zřídil Josef Portman v zadním traktu svého rodného domu, dnešního Portmonea. Tisknout počal v roce 1920. Sám navrhoval titulní listy knih a rozvrhoval sazbu, otec mu pomáhal s textovou částí ž do smrti v roce 1945. Koncem čtyřicátých let 20. století zabránila Josefu Portmanovi oční choroba v práci a dílnu zrušil.

### Knižní tisky
Josef Portman vytiskl na ručním lisu celkem 137 bibliofilských titulů. Z počátku se věnoval dílům Otokara Březiny (1868-1929) a Miloše Martena (1883-1917), později přetiskoval především překlady. Jeho knihy vycházely v minimálních bibliofilských nákladech. Tak například v roce 1935 vydal básnickou sbírku Svatopluka Kadlece Objetí v deseti výtiscích a Modlitbu Francise Jammese v třiceti exemplářích. Významné jsou vzpomínky přátel Zdenky Braunerové, vydané v roce 1935 ve třiceti výtiscích pod titulem In memoriam Zdenka Braunerová.
Významnou složkou Portmanových tisků byly ilustrace. Většinu vyzdobil Jan Konůpek. Na dalších se podíleli Zdenka Braunerová, František Kobliha, Karel Vítězslav Mašek, Vojtěch Preissig, Karel Svolinský, Josef Váchal a další.
Databáze Národní knihovny ČR eviduje následující tisky Josef Portmana:
- Básně knihy Tajemné dálky (autor Otakar Březina, dřevoryty vyzd. Jos. Váchal, 1920)
- Černý páv (pohádka, autor Miloš Marten, 1922)
- Vodník (pohádka, autor Miloš Marten, 1922)
- Psyché (pohádka, autor Miloš Marten, 1924)
- Nemocný a vůně (pohádka, Miloš Marten, 1925)
- Básnické spisy II, 1901-1906. Sv. I. (autor Otakar Březina, vyzd. Jan Konůpek, 1925)
- Smysl boje (esej, autor Otakar Březina, 1925)

Sepisoval též své paměti Na pomezí bibliomanie (1960) a Z pamětí soukromého tiskaře Josefa Portmana v Litomyšli.

## Posmrtné připomínky

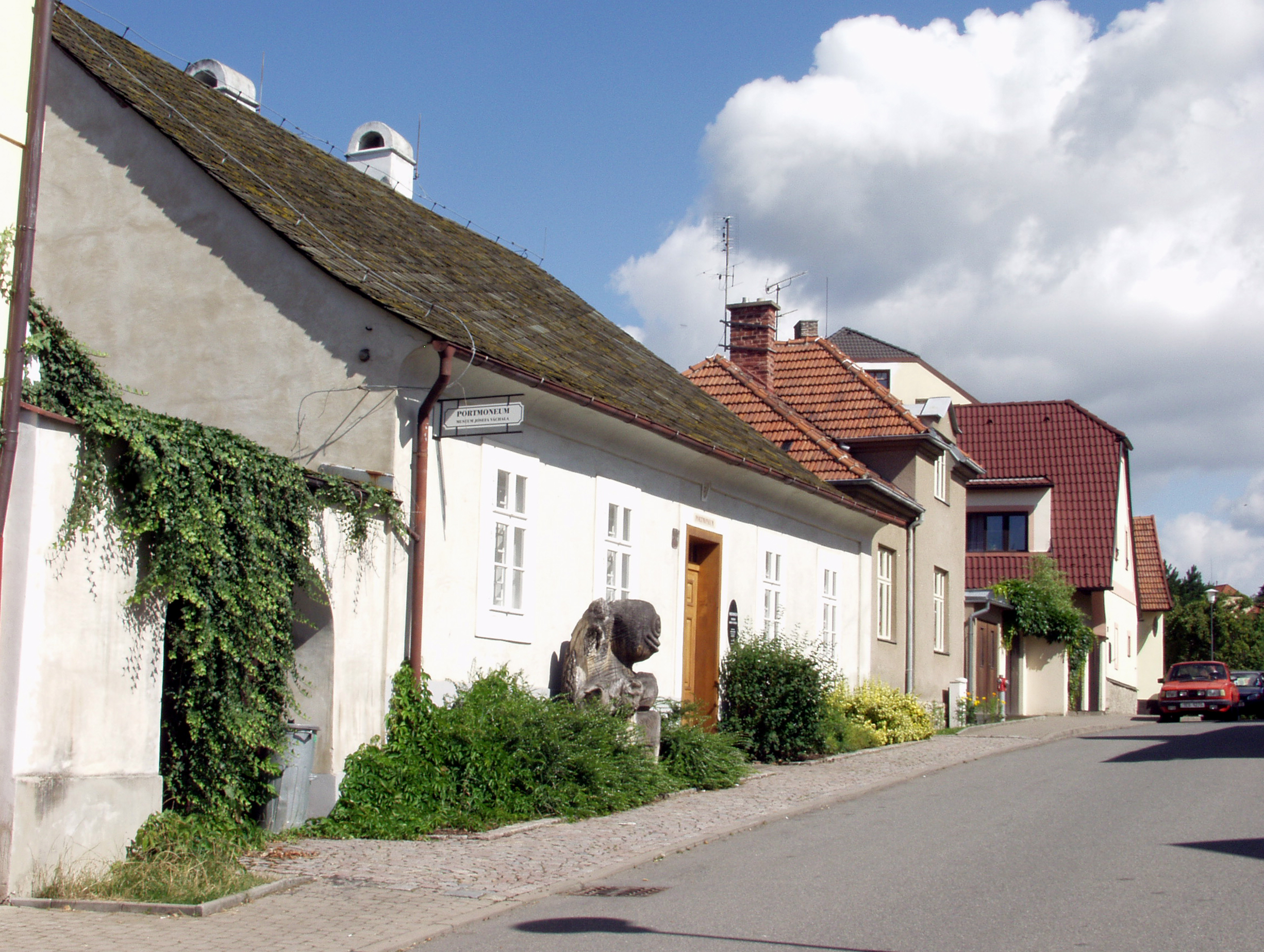
Litomyšl - Portmoneum

- Dům Josefa Portmana v Litomyšli, nazývaný Portmoneum, patří k turistickým atrakcím města. Je v něm umístěno muzeum Josefa Váchala (1884-1969), který budovu vyzdobil svými malbami.[7]
- V roce 2008 uspořádalo Regionální muzeum Litomyšl výstavu Josef Portman, knihtiskař litomyšlský[8]
- Přes sedmdesát fotografií Josefa Portmana (většinou skupinové, při pobytech v Osickém údolí) zveřejnilo online Regionální muzeum Litomyšl.[9]

## Zajímavost
O svérázném humoru Josefa Portmana svědčí, že odkázal tisíc korun místnímu pěveckému souboru v tom případě, že soubor nebude zpívat na jeho pohřbu. Svůj odkaz zvýšil o dalších tisíc korun po účasti na jednom takovém pohřbu.